# Рудник Федерейшен
Рудник Федерейшен — гірничодобувний майданчик на сході Австралії.
Поліметалічне родовище Федерейшен виявили у 2019 році, а вже восени 2024-го відбулось його офіційне введення в експлуатацію.
Розробка ведеться підземним способом з використанням транспортного ухилу (можливо відзначити, що за результатами розвідки встановили розташування покладів на глибинах від 25 до 530 метрів).
Вилучену руду відправляють автомобілями на збагачувальні фабрики Пік (для виробництва цинкового та свинцево-мідного концентратів і золота) та Гера (тут випускають свинцево-цинковий концентрат і золото).
Станом на середину 2024 року запаси родовища оцінювались у 2,4 млн тонн руди з середнім вмістом 8,7 % цинку та 5,1 % свинцю (плюс 0,3 % міді та 1,4 грама золота на тонну). Також рахувались ресурси категорії, показані у 3,6 млн тонн мідної руди з середнім вмістом 8,8 % цинку та 5,2 % свинцю (плюс 0,3 % міді та 0,9 грама золота на тонну).
Планувалось, що у 2026 році копальня вийде на повну проєктну потужність на рівні 0,6 млн тонн руди на рік. Усього первісний проєкт передбачав вилучення протягом 8 років 4 млн тонн руди з сукупним виробництвом 313 тисяч тонн цинку, 182 тисяч тонн свинцю, менш ніж 10 тисяч тонн міді, 2,8 тонни золота та 15 тонн срібла.
Проєктом опікується компанія Aurelia Metals Limited.